# Filippo Corridi
Filippo Corridi (Livorno, 12 giugno 1806 – Roma, 2 gennaio 1877) è stato un matematico, scienziato e pedagogista italiano.

## Biografia
Nacque a Livorno il 12 giugno 1806 da Giuseppe, membro di una famiglia della piccola borghesia commerciale, e da Giovanna Bianconi. Studiò presso le scuole barnabite di San Sebastiano. Successivamente, grazie all'appoggio del matematico Giuseppe Doveri, ottenne un posto gratuito nel collegio medico-fisico dell'Università di Pisa.
Laureatosi nel 1828, ottenne ben presto la cattedra di Aritmetica razionale e di geometria, a cui sostituì più tardi quella di Elementi di algebra.
Tra il 1834 ed il 1838, pubblicò una serie di studi di geometria in cui prendeva le distanze dall'impostazione, allora dominante, di Legendre per ridare vigore invece alla lezione euclidea, mentre si impegnava anche nella traduzione degli scritti di Lacroix e Monge.
Durante il soggiorno pisano, si dedicò attivamente alla realizzazione dei cosiddetti asili di carità, collaborando soprattutto nel preparare alcuni testi didattici per l'istruzione di base. Proprio in virtù dei contatti maturati in campo pedagogico e scientifico, venne chiamato ad occupare il ruolo di segretario del I Congresso degli scienziati italiani, che si tenne a Pisa nell'ottobre del 1839. Nell'ambito delle riforma universitaria granducale, avviata in quell'anno, gli venne attribuita la cattedra di Calcolo differenziale ed integrale, ma già dal 1843 lasciò Pisa per assumere il compito di educatore del primogenito di Leopoldo II, fatto questo che segnò un cambiamento anche nelle sue visioni politiche, accentuandone i toni conservatori.
A Firenze, accettò infatti l'incarico di sovrintendente agli asili per l'infanzia, in chiaro contrasto con il gruppo moderato e si tenne accuratamente in disparte di fronte ai fatti quarantotteschi. Nel 1853 fu investito della presidenza del neonato Istituto Tecnico Toscano, creato dalla originaria sezione di arti e manifatture dell'Accademia di belle arti fiorentina, dedicando i propri sforzi in particolare all'organizzazione delle esposizioni dell'industria e dell'agricoltura granducali e allestendo un'importante raccolta di strumenti scientifici in seguito custodita dalla Fondazione Scienza e Tecnica.
Al mondo dell'imprenditoria toscana, Corridi era legato tra l'altro anche da interessi familiari: il fratello Gustavo aveva dato vita ad un importante stabilimento per la produzione di olii industriali, e la sua unica figlia Giulietta aveva sposato Gustavo Hall, esponente di un grosso gruppo finanziario e manifatturiero, in società con i Fenzi e i Kleiber. Gli avvenimenti del 1859 non coinvolsero Corridi, ma questa volta il successo dei liberali lo costrinse a dimettersi da tutti gli uffici ricoperti, segnando la fine della sua vita pubblica. Proprietario fin dal 1860 della tipografia delle Murate a Firenze, spese l'ultima parte dell'esistenza occupandosi di editoria. Morì a Roma, dove ormai trascorreva lunghi soggiorni, il 2 gennaio 1877.

## Opere
- Il calcolo differenziale ed il calcolo integrale (Firenze, 1843).
- Elementi di Geometria (Firenze, 1836).
- Saggio d'un trattato generale di trigonometria (Pisa, 1834).

## Archivio
Il Fondo Filippo Corridi, conservato presso la Biblioteca universitaria di Pisa, contiene documentazione dal 1814 al 1876. Il fondo è pervenuto alla Biblioteca universitaria il 23 febbraio 1923 per legato testamentario della figlia di Corridi, Giulietta Corridi Hall, deceduta a Firenze nel dicembre 1921.